# Calinca
Calinca es un despoblado peruano ubicado en el distrito de Copa, perteneciente a la provincia de Cajatambo del departamento de Lima, al centro oeste del Perú. 

## Ubicación
Calinca se ubica al noreste de la provincia de Cajatambo, en el distrito de Copa, en el departamento de Lima.

## Demografía
En 2017 Calinca no tenía a ningún habitante empadronado.